# 凱西·卡西姆

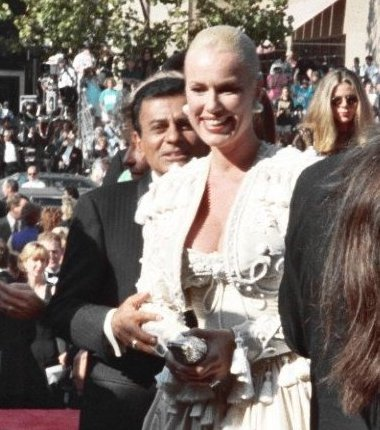
凱西·卡西姆與妻子珍·卡西姆（攝於1993年艾美獎）

凱末爾·阿明·「凱西」·卡西姆（英語：Kemal Amin "Casey" Kasem，1932年4月27日—2014年6月15日），美國籍黎巴嫩裔唱片騎師、演員和電台主持人，他創作並主持了多個廣播倒數計時節目，尤其是美國40強。他是第一位在史酷比系列（1969年至1997年和2002年至2009年）中為薛吉·羅傑斯配音的演員，亦在《超級朋友》（1973年至1985年）中為迪克·格雷森/羅賓配音。他的第二任妻子為美藉挪威裔演員珍·卡西姆。

## 早年生活
凱末爾·阿明·卡西姆（阿拉伯语：‎），生於美國底特律。他的父母為移民自黎巴嫩的德鲁兹教教徒，並且再美國經營雜貨店。

## 伸延閱讀
- Durkee, Rob. . New York: Schriner Books. 1999. ISBN 0-02-864895-1.
- Battistini, Pete. .   [2024-08-12]. （原始内容存档于2022-08-18）.

## 外部連結
- 凱西·卡西姆在互联网电影资料库（IMDb）上的資料（英文）
- TCM电影资料库上凱西·卡西姆的资料（英文）
- 在Find a Grave上的凱西·卡西姆
- C-SPAN內的頁面（英文）
- . Voicechasers.com.   [November 10, 2005]. （原始内容存档于September 30, 2007）.